# Bank of America Center
Het Bank of America Center is een wolkenkrabber in Los Angeles, Californië. De bouw werd afgerond in 1974 als het hoofdkantoor van de Security Pacific Bank en het bedrijf Sheppard, Mullin, Richter & Hampton. De 224 meter hoge wolkenkrabber heeft 55 verdiepingen en is daarmee de op 4 na hoogste wolkenkrabber van Los Angeles.